# کیرا یوشیچیکا
کیرا یوشیچیکا، کیرا یوشیماسا، ساهیوئه (به ژاپنی: 吉良義周); ۲۲ فوریهٔ ۱۶۸۶ – ۴ مارس ۱۷۰۶) کوکه (دوره ادو) (مقام انجام مراسم‌ها و نیایش‌سرایی) اهل ژاپن بود. او پسر دوم اوئه‌سوگی تسونانوری و نوهٔ کیرا یوشیناکا بود. شهرت وی به علت شرکت داشتن در حوادث چهل و هفت رونین است. وی همچنین پسرخواندهٔ کیرا یوشیناکا بود.

## به فرزندخواندگی درآمدن
متولد ۲۲ فوریه ۱۶۸۶، دومین پسر اوئه‌سوگی تسونانوری، چهارمین فرماندار قلمروی یونه‌زاوا در ولایت دوا بود. پدرش پسر ارشد کیرا یوشیناکا بود که به فرزندخواندگی خاندان اوئه‌سوگی درآمده بود. او به عنوان فرزندخوانده جانشین رهبری خاندان خاندان اوئه‌سوگی شد، زیرا مادرش، اوئه‌سوگی تومیکو، خواهر کوچک‌تر اوئه‌سوگی تسوناکاتسو بود. پس از آن، در خانواده کیرا، پسر دوم کیرا یوشیناکا، کیرا سابورو، جانشین احتمالی پدر شد، اما پسر دوم کیرا در سال (۱۶۸۵) درگذشت و از آنجایی که پسر دیگری وجود نداشت، اوئه‌سوگی تسونانوری پدر کیرا یوشیچیکا، در ۹ دسامبر ۱۶۹۰ (ژانویه ۱۶۹۰) او را به فرزندخواندگی پدربزرگش کیرا یوشیناکا درآورد تا خاندان کیرا بدون وارث باقی نماند. یوشیچیکا در ۱۶ آوریل ۱۶۹۰ (۲۴ مه ۱۶۹۰) در سن پنج سالگی بعد از به فرزندخواندگی درآمدن از قلعه یونه‌زاوا وارد اقامتگاه خاندان کیرا در ادو شد.

## حادثه آکو
در ۳۰ ژانویه ۱۷۰۳ در هنگام حمله چهل و هفت رونین به عمارت کیرا یوشیناکا او ۱۸ سال داشت و خود او نیز اسلحه به دست گرفته و با رونین‌ها جنگید اما زخمی شده و بیهوش شد. رونین‌ها بدون اینکه سر او را ببرند او را در همین حال رها کردند.